# Тарасово (Усть-Кутский район)
Тара́сово — село в Усть-Кутском районе Иркутской области, Россия. Расположено на правом берегу Лены в 73 км южнее Усть-Кута и в 440 км севернее Иркутска (по воздуху). Население — 1 человек (2017).
Находится на межселенной территории Усть-Кутского района, управляется напрямую районной администрацией.
Упоминается в документах с 1699 года. Основатель — Пашко Тарасов, отсюда название. В 1723 году в деревне было 2 двора.

## Известные уроженцы
- Екимов, Леонид Георгиевич (1931—2017) — советский и российский оперный певец (баритон) и педагог, народный артист РСФСР.